# ريد ويلسون
ريد ويلسون (بالإنجليزية: Red Wilson)‏ هو لاعب كرة قدم أمريكية أمريكي، ولد في 7 مارس 1929 في ميلواكي في الولايات المتحدة، وتوفي في 8 أغسطس 2014 في فيتشبورغ في الولايات المتحدة.

## وصلات خارجية
- ريد ويلسون على موقعبيزبول رفرنس.كوم (الدوري الرئيسي) (الإنجليزية)
- ريد ويلسون على موقعبيزبول رفرنس.كوم (الدوري الثانوي) (الإنجليزية)